# 대비치도
대비치도(大飛雉島)는 전라남도 신안군 임자면 재원리에 있는 무인도이다.

## 생태 환경
환경부 국립환경과학원에서 2011년 자연환경조사를 실시한 결과는 다음과 같다.
- 해식애, 해식동, 시스택 등 단순하고 전형적인 침식지형이 발달, 경관이 수려하다.
- 특정식물Ⅴ급인 섬향나무 등 식물종다양성이 높다.
- 멸종위기야생동물인 매와 구렁이가 서식하고 있다.
- 해안무척추동물, 해조류의 종다양성이 높고 서식환경이 우수하다.